# Hesperantha longituba
Hesperantha longituba är en irisväxtart som först beskrevs av Friedrich Wilhelm Klatt, och fick sitt nu gällande namn av John Gilbert Baker. Hesperantha longituba ingår i släktet Hesperantha och familjen irisväxter. Inga underarter finns listade i Catalogue of Life.